# VSN
VSN (Video Stream Networks) és una companyia espanyola de tecnologia, fundada a la localitat de Terrassa (Catalunya) l'any 1990. Al setembre de 2021, fou adquirida pel grup canadenc Valsoft Corporation, mitjançant un dels seus grups operatius, Aspire Software. La companyia centra la seva activitat a aportar solucions integrals de software per la indústria broadcast i media que abasten els entorns de gestió, emmagatzematge, producció, planificació i distribució de continguts audiovisuals. L'empresa ha treballat a projectes amb cadenes de TV, IPTV, plataformes OTT, productores, organismes públics, universitats, distribuïdores de continguts i altres companyies. VSN ha enfocat els seus models de contractació de software tant a l'oferta de productes de compra de llicències, com a la modalitat SaaS.
La companyia té la seu al Parc Audiovisual de Catalunya, un clúster audiovisual i tecnològic localitzat en Terrassa, a 20 km. de Barcelona. Al seu torn, la companyia compta amb un centre de desenvolupament tecnològic a Sant Joan d'Alacant, Espanya.
VSN compta amb presència comercial a tots els continents. El 2004, VSN va començar la seva expansió fora de l'estat espanyol amb missions comercials a Europa i Llatinoamèrica. Aquest procés va continuar amb l'ampliació a altres mercats com Orient Mitjà i Àsia-Pacífic durant aquesta mateixa dècada. El 2018, la companyia es va endinsar al mercat Nord-Americà.
L'empresa ha sigut reconeguda per diferents organitzacions i mitjans de comunicació de la indústria broadcast. L'any 2014, VSN va rebre el Premi Iris a la Tecnologia, atorgat per l'Acadèmia de les Ciències i les Arts de Televisió d'Espanya. El 2016, VSN va ser anomenada l'empresa de l'any per la revista Panorama Audiovisual.

## Solucions
VSN està especialitzada en solucions de software focalitzades a les diferents fases del cicle de vida de la media audiovisual. Es caracteritzen per ser solucions obertes, ampliables i adaptables a entorns on permise, cloud i híbrids, a més de ser accessible mitjançant un navegador web. Aquests productes s'integren a les fases de la producció, gestió i distribució del contingut audiovisual i es divideixen en sis solucions diferents:

### Solució de Media Preservation
Aquesta solució aborda els problemes de gestió i arxivat de contingut dels diferents clients. Incorpora funcionalitats de catalogació, ingesta, cerca, arxivat, intel·ligència artificial, gestió de fluxos de treball i control de qualitat. Es basa en la suite VSNExplorer, centrada en el sistema VSNExplorer MAM (Mitjana asset management) i altres productes oferts per VSN.

### Solució de Media Planning
Aquesta sèrie de productes s'enfoca a la planificació i distribució de contingut i publicitat a diferents entorns com cadenes de televisió lineals o plataformes no lineals. Està centrat en el Boradcast Management System (BMS) de la companyia, VSNCrea, i incorpora altres atribucions com la gestió del contingut i l'orquestració de processos i fluxos de treball.

### Solució de Media Exchange
Es tracta d'una sèrie de productes enfocats a empreses que necessitin intercanviar fitxers de media entre diferents localitzacions. Aquesta solució incorpora una plataforma d'intercanvi i gestió de contingut audiovisual, junt amb funcionalitats per la gestió de projectes i control de qualitat.

### Solució de Media Delivery
Aquesta solució busca millorar l'orquestació de fluxos de treball dintre de les companyies. Incorpora funcionalitats per automatitzar i establir seqüències i monitorització de tasques, anàlisis de qualitat, copia legal i distribució de contingut audiovisual.

### Solució de Media Stories
En aquest cas, VSN dirigeix la seva oferta a entorns de treball relacionats amb el periodisme. Aporta solucions per la gestió de la producció de notícies, un sistema de playout d'estudi, i la incorporació de l'eina d'Intel·ligència Artificial. A més, permet l'adaptació de les seves funcions a qualsevol NRCS que el client utilitzi.

### Solució de Media Production
Aquesta solució busca ajudar els professionals de la producció de continguts audiovisuals. Incorpora eines de producció per organitzar i gestionar els fluxos de producció de contingut, edició de vídeo accessible mitjançant un navegador web, gestió de processos de treball i control de qualitat del contingut.